# Baranów
Baranów este o arie protejată (sit de importanță comunitară — SCI) din Polonia întinsă pe o suprafață de 109,11 ha, integral pe uscat.

## Localizare
Centrul sitului Baranów este situat la coordonatele 51°16′00″N 17°58′31″E / 51.2666°N 17.9754°E.

## Înființare
Situl Baranów a fost declarat sit de importanță comunitară în octombrie 2009 pentru a proteja 1 specie de animale.

## Biodiversitate
Situată în ecoregiunea continentală, aria protejată conține 2 habitate naturale: Liziere de ierburi înalte hidrofile de câmpie și de nivel montan până la alpin, Fânețe de joasă altitudine (Alopecurus pratensis, Sanguisorba officinalis).
La baza desemnării sitului se află o specie protejată de  nevertebrate: Lycaena helle.